# Valèria Messalina
Valèria Messalina (en llatí: Valeria Messallina) va ser la filla de Marc Valeri Messal·la Barbat Apià i Domícia Lèpida. Formava part de la gens Valèria.
Va ser la tercera esposa de l'emperador Claudi, del qual era cosina. Els historiadors Tàcit, Plini el Vell, Juvenal i especialment Dió Cassi la descriuen amb els pitjors defectes, però cal considerar que en el regnat de Neró es van produir fets encara pitjors i que Agripina Menor (la mare de Neró i següent esposa de Claudi) va tractar d'embrutar la seva reputació.
Messalina va tenir el suport de Polibi i Narcís, lliberts i ministres de Claudi. Aprofitant la seva influència sobre l'emperador va eliminar les dues Júlies, Júlia Livil·la filla de Germànic Cèsar, i Júlia Drusa filla de Drus el Jove (fill de Tiberi). També van ser objecte de les seves revenges Api Silà, que la va rebutjar com amant, Just Catoni, que la volia denunciar i ella es va avançar, Marc Vinici (casat amb Júlia Livil·la, filla de Germànic Cèsar), i Valeri Asiàtic, del que cobejava els seus jardins a Roma i sospitava que tenia una amant, Popea Sabina Major, la mare de la futura esposa de Neró.
La conspiració avortada d'Anni Vinicià i Marc Furi Camil Escribonià l'any 42 aC li va servir per eliminar alguns enemics. Els perseguits podien evitar la presó o l'assassinat lliurant grans finques, grans quantitats de diners o càrrecs elevats a favor de la gent de Messalina. Les possessions eren després  venudes a qualsevol que les pogués pagar.
Messalina va rebre el títol d'augusta i el dret de precedència (ius consessus) a totes les assemblees. Tenia com amant a Sabí, prefecte de la Gàl·lia degradat a gladiador, que va ser alliberat de la mort a l'arena per Claudi a petició de Messalina, mentre tot el poble, que n'estava al corrent, es burlava de l'emperador.
Quan va decidir eliminar a Polibi, que va morir, Narcís va tenir por per la seva pròpia sort. Ella mateixa li va donar els mitjans quan es va enamorar perdudament d'un jove i bell romà, de nom Gai Sili, el qual va fer divorciar de la seva esposa Júnia Silana. L'emperadriu es va separar del seu amant del moment, l'actor Mnèster, l'any 47, i durant una absència de Claudi, que era a Òstia, es va casar públicament amb Sili amb tots els ritus legals del connubium. Narcís va convèncer a Claudi que Messal·lina i Sili el volien enderrocar, i Claudi va ordenar la mort de la seva esposa, el seu amant i tots els implicats. El llibert de Claudi, Euode, va ser l'encarregat de l'execució amb un tribú de la guàrdia.
Va deixar dos fills, Claudi Tiberi Germànic Britànic i Clàudia Octàvia.